# Magazin agricol
Magazin agricol este prima revistă gratuită de agricultură din România și prima publicație adresată micilor și marilor fermieri care este distribuită la țară, care a fost lansată la data de 21 aprilie 2008.
Revista este tiparită lunar într-un tiraj de 10.000 de exemplare și are format A4.
Toate paginile sunt color.
Revista este completată de un portal de informații agricole, www.magazinagricol.info, care cuprinde atât articolele din paginile publicației, cât și alte materiale informative.